# Nana-iro Inko
Nana-iro Inko (七色いんこ) is een shonen manga van Osamu Tezuka en gaat over de avonturen van een dief die de schuilnaam "Regenboogparkiet" gebruikt. 
De reeks bestaat uit 7 tankōbon en werd naar het Frans vertaald door Asuka.
De Regenboogparkiet speelde kleine rolletjes in de Astroboy animereeksen uit 1980 en 2003.

## Verhaal
De Regenboogparkiet is een geniale acteur en dief. Hij wordt vaak ingehuurd als vervanger voor andere acteurs. Tijdens voorstellingen besteelt hij de rijke publieksleden en soms zelfs zijn medeacteurs. Hij kan elke rol spelen die hij wil en eender welk kostuum dragen vanwege zijn immense repertoire. Politie-inspecteur Senri en zijn dochter Mariko zijn de Regenboogparkiet op het spoor, maar de dief slaagt er steeds in om hen te ontglippen. Elk hoofdstuk brengt hommage aan een bestaand toneelstuk.